# セオドア・フォン・ラウエ
セオドア（テオドーア）・ヘルマン・フォン・ラウエ（Theodore Hermann Von Laue, 1916年 - 2000年）は、ドイツおよびアメリカ合衆国（米国）の歴史学者。クラーク大学名誉教授。ノーベル賞受賞物理学者であるマックス・フォン・ラウエの息子。

## 経歴
ドイツ・フランクフルト・アム・マインに生まれる。フライブルク大学に進学したが、ナチス政権下の1937年米国に留学し、プリンストン大学で学ぶ。渡米の理由を「父が私をならず者の国で育てたくなかったからだ」と後年になって回想している。戦時中も米国に留まり、ビスマルク期ドイツの社会立法を研究し、1944年同大学大学院から博士号を取得。
学位取得後はスワースモア大学、カリフォルニア大学リバーサイド校、セントルイス・ワシントン大学で教鞭をとる。1970年よりクラーク大学のフランシス・アンド・ジェイコブ・ハイアット記念ヨーロッパ史講座教授 (Frances and Jacob Hiatt Professor) に就任し、1982年の退職まで務めた。
初期のレオポルト・フォン・ランケ研究、晩年の世界史研究を始めその研究対象は多岐に渡ったが、特にロシア史について多大な業績を残した。近代化論的な視座から農奴解放令以後のロシア史を研究し、帝政期とソビエト連邦を連続して捉えるアプローチを提示した。

## 著書

### 単著
- Leopold Ranke: the Formative Years. (Princeton University Press, 1950).
- Sergei Witte and the Industrialization of Russia. (Columbia University Press, 1963).

菅原崇光訳『セルゲイ・ウィッテとロシアの工業化』（勁草書房、1977年）
- Why Lenin? Why Stalin?: A reappraisal of the Russian revolution, 1900-1930. (Lippincott, 1964, 2nd ed., 1971, 3rd ed., 1993).

倉持俊一訳『ロシア革命論』（紀伊国屋書店、1969年）
- The Global City: Freedom, Power, and Necessity in the Age of World Revolutions. (Lippincott, 1969).
- The World Revolution of Westernization: the Twentieth Century in Global Perspective. (Oxford University Press, 1987).

### 共編著
- Sources of the Western Tradition, co-edited with Marvin Perry, Joseph R. Peden, and George R. Bock. (Houghton Mifflin, 1987, 2nd ed., 1991).